# Gian Battista Guarini
Gian o Giovanni Battista Guarini (Ferrara, 10 de diciembre de 1538 - Venecia, 7 de octubre de 1612) fue un poeta, dramaturgo y diplomático italiano renacentista. No debe confundirse con su pariente, el humanista del siglo XV Battista Guarino (Ferrara, 1434 - íd., 1503)

## Biografía
Nació en Ferrara, Italia, donde pasó sus primeros años. Su familia descendía del helenista Guarino Veronese, linaje al que también pertenecían el humanista Battista Guarino y el arquitecto Guarino Guarini. En 1557 se convirtió en profesor de poética y retórica de la Universidad de Ferrara. En 1564 se casó con Taddea di Niccolò Bendidio, fijando su residencia en Padua, como huésped de los Gonzaga. Fue miembro de la Accademia degli Eterei. En 1567 entró al servicio del Duque de Ferrara, Alfonso II d'Este, desempeñándose como cortesano y diplomático. En 1579 substituyó a Torquato Tasso como poeta de la corte, de quien fue amigo y antagonista. Realizó importantes misiones diplomáticas para esta corte tanto en Italia como en otros países de Europa. En 1588 dejó Ferrara definitivamente por sus desacuerdos con Alfonso II de Este y se retiró con los suyos a la hacienda familiar, Villa Guarina.
Su hija Anna Guarini fue una de las tres mujeres del concerto di donne, las famosas cantantes virtuosas de la corte de Ferrara. Tuvo un fin trágico al ser asesinada por su propio esposo y su cuñado.
Cuando Guarini se jubiló en 1582 escribió su trabajo más conocido, Il pastor fido de 1590, una tragicomedia pastoral que se convirtió en una de las obras más famosas y traducidas de su época.
Los años finales de su vida, enturbiados por diversas desgracias familiares, los pasó en Roma, cada vez más retirado de la vida pública. Allí fue elegido príncipe de la Accademia degli Umoristi en 1611.
Guarini fue un representante típico del cortesano renacentista, ambicioso, orgulloso e inquieto, siempre en busca de honores y reconocimientos, pero dotado también de una aguda inteligencia, una vasta cultura y unas dotes literarias excepcionales.

## Obra e influencia

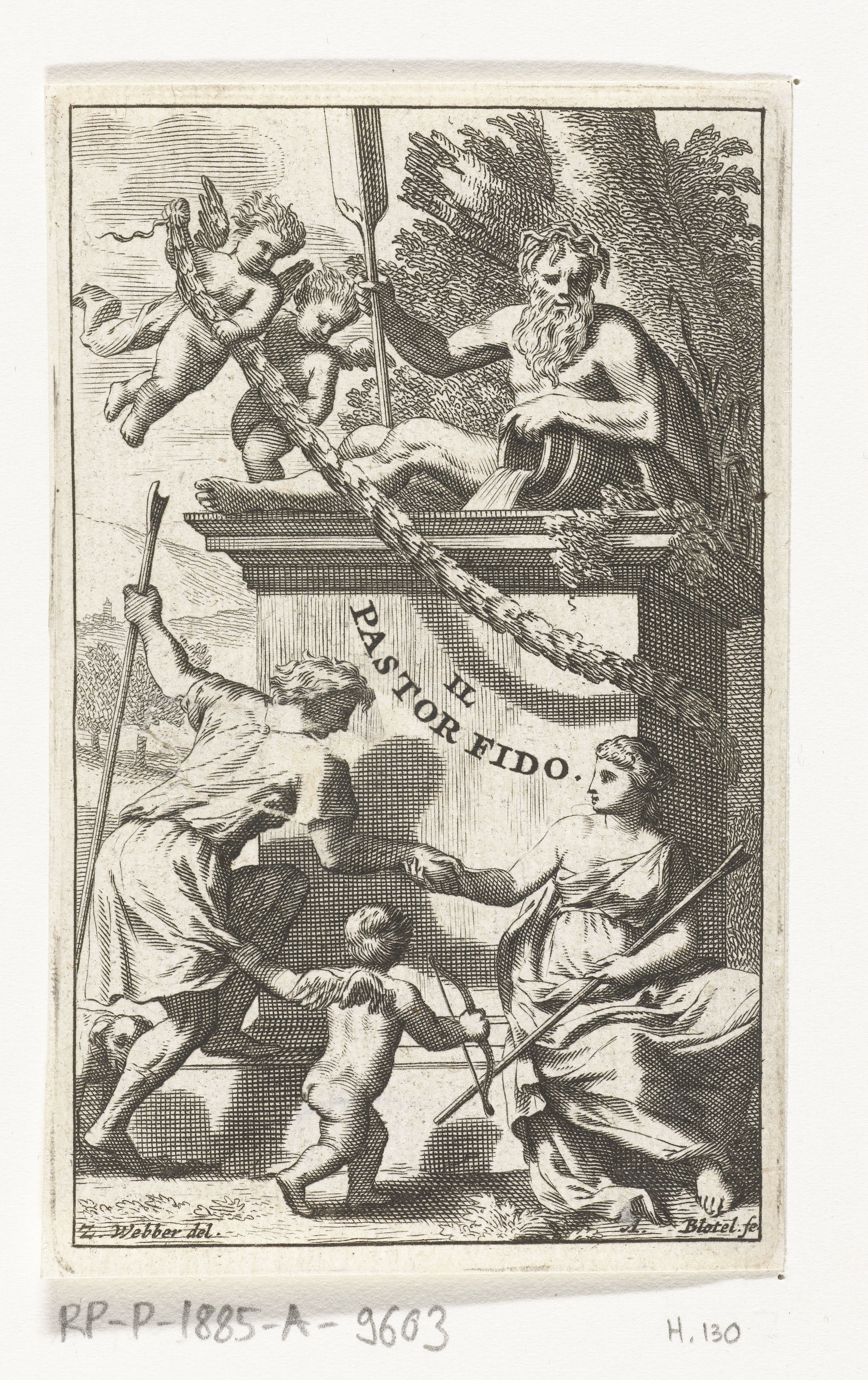
Pastor fido, 1680

Guarini escribió muchas obras de diversos géneros y materias (teatro, poesía, obras doctrinales). Entre las principales se encuentran:
- L'idropica. 1583. Drama.

- Il verato. 1588. Tratado polémico.

- Il pastor fido . 1590. Poesía.

- Il segretario. 1593. Diálogo.

- Il verato secondo. 1593. Tratado polémico.

- Lettere. 2 volúmenes. 1593-96. Correspondencia.

- Rime. Venecia, 1598. Poesía.

- Compendio della poesia tragicómica. 1601. Poesía.

- Trattato della politica libertà. Tratado político.

Il pastor fido (El pastor fiel) fue y continúa siendo su obra más famosa. Se trata de una tragicomedia pastoril escrita entre 1580 y 1583, pero publicada en 1590, que se hizo muy popular y se tradujo a muchos otros idiomas durante el siglo XVII, estableciendo pautas de comportamiento refinado y de galantería que duraron hasta finales del siglo XVIII.
No hubo ningún literato que tuviera mayor influencia que Guarini sobre la historia de la música italiana de los periodos renacentista y barroco. Sus poemas sirvieron de base a muchos músicos, como Giaches de Wert, Monteverdi o Luca Marenzio, para la composición de abundantes madrigales, seguidos solo en número por los de Tasso. El prolífico madrigalista Philippe de Monte llamó a una de sus colecciones Il pastor fido. Y en el catálogo de Antonio Vivaldi figura otra obra con la misma denominación (6 sonatas para flauta de pico y continuo, opus 13), aunque puede que fuesen otros quienes le asignasen tal nombre.
Su obra también tuvo decisiva y duradera influencia sobre los libretistas de ópera, hasta que fue desbancado por Metastasio ya entrado el siglo XVIII.
Puede que la obra de Guarini carezca de la profundidad emocional que tiene la de Tasso, pero refleja una gran vivacidad e ingenio, al tiempo que está dotada de una poderosa musicalidad intrínseca, que 
facilitaba enormemente su engarce con la música, de donde derivó su extrema popularidad, sobre todo en una época en la que los excesos sentimentales estaban ya pasando de moda.